# Le Tour de France par deux enfants (série télévisée)
Cet article possède un paronyme, voir Le Tour de la France par deux enfants.
Le Tour de la France par deux enfants est un feuilleton télévisé français en noir et blanc en 39 épisodes de 26 minutes, réalisé par William Magnin et diffusé à partir du 3 novembre 1957 sur RTF Télévision.
Il s'agit d'une adaptation très libre par Claude Santelli et Michèle Angot du livre de lecture scolaire éponyme écrit en 1877 par G. Bruno (pseudonyme de Mme Augustine Fouillé). La version télévisée transpose l'histoire dans la France de l'après-guerre et gomme les références patriotiques présentes dans le livre pour mettre plutôt l'accent sur la vie industrielle et économique.
Il fait suite à un ouvrage à succès, bien que sans commune mesure en la matière avec son grand prédécesseur, Le Nouveau Tour de France par deux enfants, de Jacqueline Lenoir (1956), d'inspiration comparable.

## Synopsis
Deux enfants, André, l'aîné, et Julien, le petit frère, sont originaires du Canada. Leur père, charpentier français immigré au Canada, demande sur son lit de mort à l'aîné de retrouver leur oncle resté en France. Arrivés au Havre, les deux enfants découvrent que l'oncle Leclerc a revendu son entreprise de transport routier. Avec l'aide d'un autre routier ils partent à sa recherche et vont traverser la France dans l'espoir de le retrouver. À travers eux, le téléspectateur découvre les provinces françaises.

## Distribution
- Michel Tureau : André
- Olivier Richard : Julien
- Jean Clarieux : M. Renaud
- et avec Anne Caprile, Jacques Jeannet, Robert Darame, Lucien Guervil.

## Épisodes

### Les confidences d'André
M. Renaud va charger son camion à Amiens, sur le marché des hortillons. André raconte au routier comment ils sont arrivés en France pour retrouver l'oncle François. Pendant que Renaud charge le camion les deux enfants découvrent Amiens et notamment les hortillonnages. En route vers Lille, M. Renaud apprend à André que l'oncle François a déménagé sans laisser d'adresse mais qu'il détient les coordonnées de son ancienne logeuse.

### La Maison des cartes postales
Arrivés à Lille, les deux enfants se séparent de M. Renaud, qui, avant de partir, leur laisse l'adresse de l'ancienne logeuse de leur oncle, Mme Leroux. Malheureusement, arrivée chez elle, ils se rendent vite compte que la logeuse est sénile, mais ils découvrent dans les cartes postales de la vieille dame une carte signée Leclerc et postée de Metz.

### Un certain Monsieur Gertal
À Valenciennes, André et Julien rencontre un forain nommé M. Gertal, il leur propose de s'associer avec lui dans son commerce ambulant et faire route ensemble jusqu'à Metz. 

### Sur les routes
En compagnie de M. Gertal les deux enfants vont maintenant de ville en ville - comme ici à Saint-Gobain où ils visitent la manufacture.

### La Ferme des sourires
Les deux enfants en Alsace en compagnie de M. Gertal.
Les bûcherons sont interprétés par Jacques René et Riette Jean de Freland en Alsace.

### Le Secret de Monsieur Gertal
Suivant toujours M. Gertal sur les Marchés, André et Julien sont cette fois ci à Reims où ils visitent la cathédrale.

### Sur la piste
En Lorraine, après avoir visité une fonderie, les deux enfants retrouvent la piste de leur oncle. Après avoir travaillé dans un garage à Metz, un ancien collègue indique qu'il serait parti à Belfort.

### Le Télégramme
Les enfants, toujours à la recherche de leur oncle visitent Nancy en compagnie de M. Gertal. Puis à Mirecourt dans les Vosges ils visitent l'atelier d'un luthier, ils se rendent ensuite à Vittel où les attend un télégramme de l'oncle.

### Au revoir Monsieur Gertal!
L'oncle François, dans le télégramme de Vittel donne rendez-vous aux enfants à Lyon. Ils passent une dernière journée en compagnie de M. Gertal à Domrémy puis Vaucouleurs avant que celui-ci ne regagne Roubaix.

### La Péniche
Un ouvrage acheté quelques sous dans une brocante est censé expliquer tous les secrets du monde. En le consultant depuis le parapet d'un pont, les deux enfants le font malencontreusement tomber sur une péniche passant en dessous. Les deux enfants, en cherchant à le retrouver, vont découvrir les canaux, les écluses et la vie des mariniers.